# Michael Rowe
Michael Rowe (Új-Fundland, ?) kanadai színész.

## Élete
Michael élete első szakaszában a zene iránt érdeklődött, hatévesen dobolni kezdett. 1996-ban egy punkbandában is játszott dobosként és dalszerzőként. Tíz év után a banda feloszlott, és Michael csatlakozott bátyjához, Andrew-hoz, aki Vancouverben kezdte filmes karrierjét. Előzetes tapasztalatok nélkül néhány rövidfilmben szerepelt (Sleepy Stories, Lies), amit bátyja írt és rendezett. Ezután a színészkedés lett az új szenvedélye, és miután egy évet a Vancouver's Actor's Foundryban tanult, 2012-ben megkapta Deadshot (Floyd Lawton) szerepét a DC Arrow című sorozatában.
A 2014-es Godzilla című filmben is szerepelt, ezen kívül még ma is együtt dolgozik bátyjával.

## Filmjei
| Év        | Magyar cím       | Cím                             | Szerep                  | Jegyzetek                     |
| --------- | ---------------- | ------------------------------- | ----------------------- | ----------------------------- |
| 2009      |                  | Soapstone Hippo                 | Walter                  | Short                         |
| 2011      |                  | Lies                            | Jack                    | Short; Producer               |
| 2011      |                  | Boltcutter                      | Jason                   | Short                         |
| 2012      |                  | Sleepy Stories                  | David                   | Short; Producer               |
| 2012      |                  | The Business of Acting          | Mark                    | Short                         |
| 2012-2016 | A zöld íjász     | Arrow                           | Floyd Lawton / Deadshot | 9 epizód                      |
| 2014      | Godzilla         | Godzilla                        | Air Force #1            | Uncredited                    |
| 2015      | Holnapolisz      | Tomorrowland]                   | Deputy                  |                               |
| 2015      |                  | Vehicular Romanticide           | Her Man                 | Short                         |
| 2016      | Flash – A Villám | The Flash]                      | Floyd Lawton            | Episode: "Welcome to Earth-2" |
| 2017      |                  | Suck It Up                      | Dale                    |                               |
| 2018      |                  | Ninjak vs. the Valiant Universe | Colin King / Ninjak     | Main; web series              |
| 2018      |                  | Crown and Anchor                | James Downey            | Producer; Writer              |

### Interjúk
- https://www.youtube.com/watch?v=L4-1IAYwYuc

Comic Con:
- https://www.youtube.com/watch?v=jb3Wo1lp6xU
- https://www.youtube.com/watch?v=jb3Wo1lp6xU
- https://www.youtube.com/watch?v=xfQfqpMnMrU